# Хидротехнически комплекс „Силистра – Кълъраш“
Хидротехническият комплекс „Силистра – Кълъраш“ е планирано хидротехническо съоръжение на река Дунав, между България и Румъния.
Основният му елемент е язовир на река Дунав в района на Силистра, който трябва да улесни корабоплаването при ниски води и да се използва за производство на електроенергия. По язовирната стена трябва да преминава пътна и железопътна връзка, а в двата ѝ края да се изгради по една водноелектрическа централа с инсталирана мощност 265 MW и очаквано годишно производство от 1640 GWh електроенергия. През 80-те години на XX век се правят предварителни проучвания по проекта, като през 1992 година е избран вариант за местоположението на стената.

## Вижте още
- Хидротехнически комплекс „Никопол – Турну Мъгуреле“